# Trigonoorda ibelealis
Trigonoorda ibelealis là một loài bướm đêm trong họ Crambidae.